# ديمتري بهاء
ديمتري بهاء (الروسية: Дмитрий Анатольевич Бага) هو لاعب كرة قدم بيلاروسي في مركز الوسط، ولد في 4 يناير 1990 في مينسك في بيلاروس. شارك مع منتخب روسيا البيضاء تحت 19 سنة لكرة القدم ومنتخب بيلاروسيا تحت 21 سنة لكرة القدم ومنتخب بيلاروسيا الأولمبي لكرة القدم ومنتخب بيلاروس لكرة القدم. أما مع النوادي، فقد لعب مع باتي بوريسوف ونادي أتروميتوس ونادي ليبايا وهبوعيل حيفا.

## وصلات خارجية
- ديمتري بهاء على موقع الاتحاد الأوربي (الإنجليزية)
- ديمتري بهاء على موقع قاعدة بيانات كرة القدم.إي يو (الإنجليزية)
- ديمتري بهاء على موقع ناشيونال فوتبول تيمز (الإنجليزية)
- ديمتري بهاء على موقع Soccerway.com (الإنجليزية)
- ديمتري بهاء على موقع عالم كرة القدم.نت (الإنجليزية)
- ديمتري بهاء على موقع أوليمبيديا (الإنجليزية)
- ديمتري بهاء على موقع AS.com (الإسبانية)